# YOKOHAMA TOP 30
YOKOHAMA TOP30（ヨコハマ・トップサーティ）は、FMヨコハマで放送されていた音楽カウントダウン番組である。パーソナリティは開始当初からケント・フリックが務めていた。
FMヨコハマの中では1990年代から放送している数少ない長寿番組のひとつだったが、2012年3月25日の放送をもって終了した。後番組は引き続きケント・フリックがパーソナリティを務めるメラタデサンデー。
放送開始当初は「ハマラジチャート 電リクTOP40」というタイトルであったが、その後幾度と変更されている。

## 放送時間
- ハマラジチャート 電リクTOP40（1993年10月 - 不明）、Yokohama Top40 Weekly Countdown（不明 - 1998年3月）、YOKOHAMA TOP40（1998年4月 - 2003年3月）
  - 日曜 9:00 - 13:00
- YOKOHAMA TOP20（2003年4月 - 2004年3月）
  - 日曜 11:00 - 13:00
- YOKOHAMA TOP30（2004年3月 - 2012年3月）
  - 日曜 9:00 - 12:00

## 放送内容
各種コーナーを挟みながら、9時台に30位 - 21位、10時台に20位 - 11位、11時台に10位 - 1位を発表する形態がとられる。
その際に流れるジングルもバラエティに富んでいる。以下はその例。
- 「前の週より大きくランクを落とした」 - DESIRE／中森明菜のサビの部分のワンフレーズ
- 「5つランクを落とした（または上げた）」 - GOLD FINGER 99／郷ひろみのサビの部分のワンフレーズ
- 「7つランクを落とした（または上げた）」 - ウルトラセブンのテーマの冒頭のフレーズ

などがある。また放送中のおふざけが多い。この点はNACK5のHITS! THE TOWNに似通った部分がある。

### 各種コーナー
- HAPPY TELEPHONE - 10時台と11時台にそれぞれ。2人のリスナー対抗で音楽クイズにチャレンジするが、解答リスナーは早口言葉を言うことが決まりで、それが早押しボタンの代わりになっている。リスナーに電話がつながった時には桂三枝（現・六代目桂文枝）ばりに「いらっしゃ〜い」というのが通例。
- 早口言葉 - 毎週いろいろな早口言葉にケント・フリックが挑戦する。シャア少佐シリーズと称して早口言葉のなかに「シャア少佐」が含まれていて難易度がやや高いものが多い。
- ミュージックイズ - 随時。とある楽曲が流れたときに、そのアーティストにまつわる4択クイズを出す。選択肢には解答や音楽とはかけ離れたものが挟まれる。